# 訥奧 (市鎮)
訥奧，是愛沙尼亞塔爾圖縣的一個鄉村型市镇，位於該國東南部，行政中心設於訥奧，市镇面積为169平方公里，2021年时人口数量为4,345人。

## 行政管理
2017年爱沙尼亚行政改革后，讷奥市镇的行政地位和范围没有变化。
讷奥市镇包括两个小镇和20个村庄。